# 1921 ve fotografii
Tento článek obsahuje významné fotografické události v roce 1921.

## Události

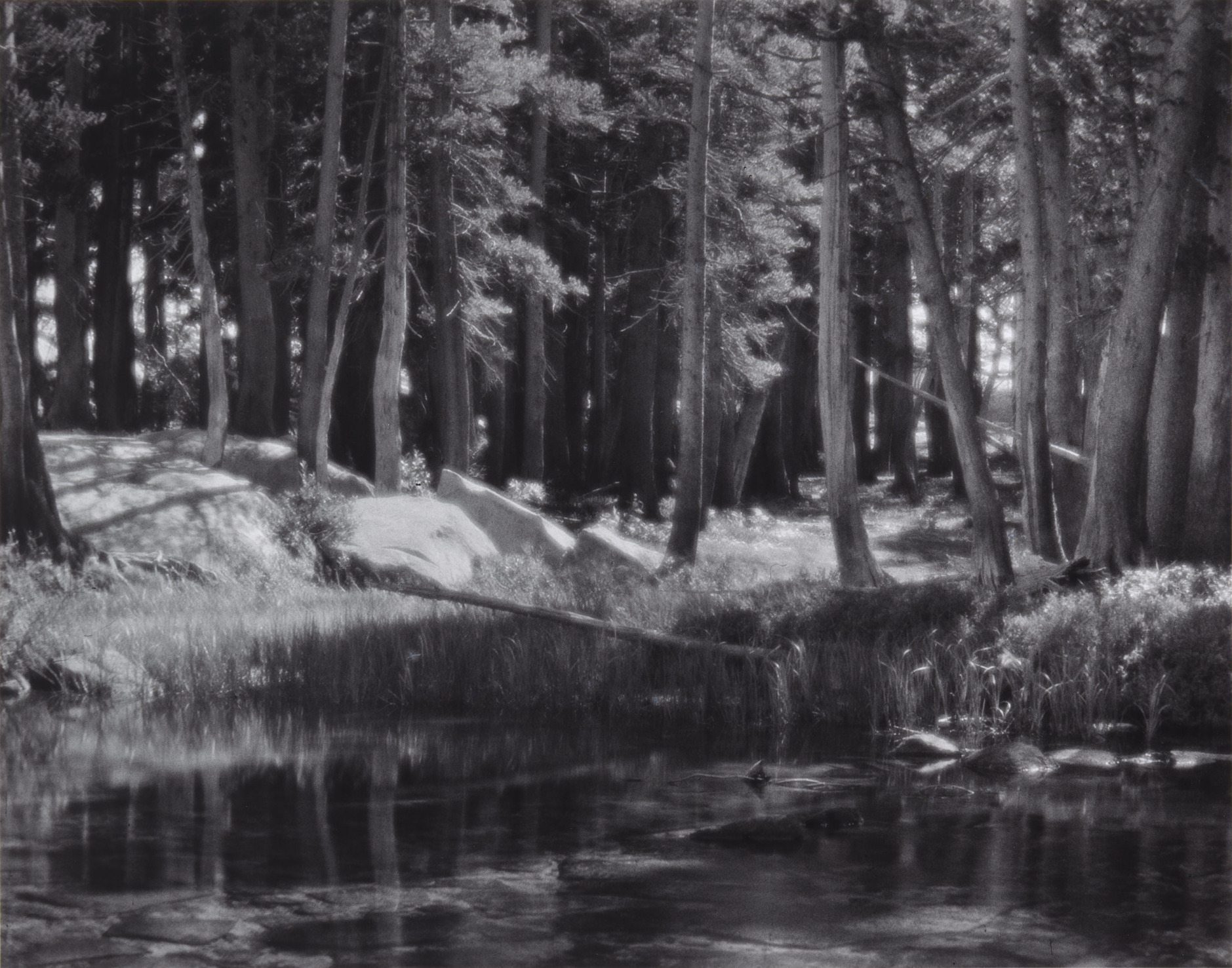
Ansel Adams pořídil piktorialistickou fotografii Borovice pokroucené, Lyell Fork, Merced

- Společnost Western Union přenesla první polotónovou fotografii pomocí telefotografie.
- Malíř Charles Sheeler a fotograf Paul Strand v New Yorku natočili experimentální krátký dokumentární film Manhatta.
- Ansel Adams pořídil piktorialistickou fotografii Borovice pokroucené, Lyell Fork, Merced

## Narození v roce 1921
- 3. ledna – Lone Maslocha, dánská fotografka narozená v Polsku (* 26. října 1921)[1]
- 11. ledna – Fabrizio La Torre, italský fotograf († 27. srpna 2014)
- 13. ledna – Werner Forman, český fotograf († 13. února 2010)
- 14. ledna – Sune Sundahl, švédský fotograf se zaměřením na architekturu a řemesla († 16. prosince 2007)
- 25. ledna – Tom Palumbo, americký fotograf italského původu († 13. října 2008)
- 8. února – Pol Aschman, lucemburský fotoreportér a kronikář († 10. srpna 1990)
- 12. února – Janine Niépce, francouzská fotografka († 5. srpna 2007)
- 16. února – Esther Bubley, americká fotografka († 16. března 1998)
- 21. února – Pompeo Posar, americký fotograf († 5. dubna 2004)
- 26. února – Jac Brun, norský fotograf († 3. června 1995)
- 28. února – Sven Gillsäter, švédský filmař, fotograf, spisovatel, scenárista a režisér krátkých filmů († 11. října 2001)
- 2. března – Ernst Haas, rakouský fotograf († 12. září 1986)
- 15. března – Kikudžiró Fukušima, japonský fotograf a novinář († 24. září 2015)
- 1. dubna – Ľudovít Hlaváč, slovenský teoretik výtvarného umění, spisovatel a publicista, především v oblasti fotografie († 18. února 2007)
- 26. dubna – Zbigniew Dłubak, umělecký teoretik, malíř a fotograf z Polska († 21. srpna 2005)
- 30. dubna – Joan Colom, španělský fotograf († 3. září 2017)[2][3][4]
- 30. dubna – Benjamen Chinn, americký fotograf († 25. dubna 2009)
- 7. května – Gaston Rébuffat, francouzský horolezec, režisér, fotograf a spisovatel († 31. května 1985)
- 8. května – Mykola Kozlovskyj, ukrajinský fotograf a lektor († 15. srpna 1996)
- 10. května – Jindřich Marco, český fotograf a numismatik († 20. prosince 2000)
- 14. června – Jasuhiro Išimoto, americko-japonský fotograf († 6. února 2012)
- 20. června – Jean Dieuzaide, francouzský fotograf († 18. září 2003)
- 25. června – Mark Shaw, americký fotograf († 26. ledna 1969)
- 27. června – John Dominis, americký fotograf († 20. prosince 2013)
- 4. července – Franck Van Deren Coke, americký fotograf († 11. července 2004)
- 29. července – Chris Marker, francouzský spisovatel, fotograf, režisér († 29. července 2012)
- 3. srpna – Vladislav Mirvald, český výtvarník, pedagog a fotograf († 19. dubna 2003)
- 28. srpna – Jean-Philippe Charbonnier, francouzský fotograf († 28. května 2004)
- 30. srpna – David Finn, americký manažer pro styk s veřejností, fotograf a historik sochařství († 18. října 2021)
- 1. září – Willem Frederik Hermans, nizozemský spisovatel a fotograf († 27. dubna 1995)
- 3. září – Ruth Orkin, americká fotoreportérka přispívající do časopisu Life, Look a Ladies' Home Journal, později fotografii vyučovala v New Yorku, nejznámější je její fotografie Americká dívka v Itálii († 16. ledna 1985)
- 15. září – Max Edwin Vaterlaus, švýcarský fotograf († 26. dubna 2004)
- 26. září – Pavol Breier, slovenský lékař a fotograf († 2. dubna 2014)
- 27. září – Jean-Pierre Sudre, francouzský fotograf († 6. září 1997)
- 14. října – Irena Elgasová-Markiewiczová, polská výtvarnice, reportážní fotografka, dokumentaristka, členka Svazu polských uměleckých fotografů, dokumentace hradů († 16. října 2019)
- 17. prosince – Ron Davies, velšský fotograf († 26. října 2013)
- 20. prosince – Ica Vilander, německá fotografka českého původu († 22. dubna 2013)
- 30. prosince – Ján Šmok, český fotograf († 10. prosince 1997)
- ? – Philip Hyde, 84, americký fotograf divoké přírody († 30. března 2006)
- ? – Van Leo, arménsko-egyptský fotograf známý svými četnými autoportréty a portréty celebrit své doby (20. listopadu 1921 – 18. března 2002)

## Úmrtí v roce 1921
- 30. ledna – Gaston Piprot, francouzský fotograf (* 27. prosince 1866)
- 9. února – Jan Kříženecký, český fotograf a filmař, průkopník české kinematografie (* 20. března 1868)
- 23. února – Camille Aschman, lucemburský lékárník, chemik a fotograf (* 20. července 1857)
- 11. března – Emmanuel Pottier, francouzský etnolog, básník a fotograf (* 16. prosince 1864)
- 24. března – Kornel Divald, uherský spisovatel, historik umění a fotograf (* 21. května 1872)
- 30. března – Franz Benque, německý fotograf působící v Brazílii (* 12. března 1841)
- 5. května – William Friese-Greene, britský fotograf, vynálezce a filmový režisér (* 7. září 1855)
- 12. června – William B. Post, americký fotograf (* 26. prosince 1857)
- 2. srpna – Jean Agélou, francouzský fotograf (* 16. října 1878)
- 4. srpna – Lucien Briet, francouzský fotograf a průzkumník (* 2. března 1860)
- 15. září – Franziska Gadová dánská portrétní a dvorní fotografka v Kodani, fotografka dětí, spolupracovala s Julií Laurbergovou (* 1. června 1873)
- 29. září – John Thomson, skotský fotograf a cestovatel (* 14. června 1837)
- 21. října – Johannes Hauerslev, dánský fotograf (* 5. května 1860)
- 30. října – Rudolf Bruner-Dvořák, český zakladatel žurnalistické fotografie (* 2. července 1864)
- 28. listopadu – Arthur Maschka-Bellmann, český tiskař, nakladatel, fotograf a majitel tiskárny (* 1. srpna 1849)[5][6]
- 6. prosince – Félix Arnaudin, francouzský etnolog, básník a fotograf (* 30. května 1844)
- 20. prosince – Josef Bureš, český fotograf aktivní v Bulharsku (* 1845)